# Karl Jarosch
Karl Jarosch (25 agosto 1931) è un ex calciatore austriaco, di ruolo centrocampista.

## Carriera

### Club
Dopo aver iniziato in patria, nel 1958 si trasferisce in Australia dove chiude la carriera nel 1965.

### Nazionale
Debutta il 15 aprile 1956 contro il Brasile (2-3).